# Klórecetsav
A klórecetsav (vagy klóretánsav) szerves vegyület, az ecetsav klórtartalmú származéka. Színtelen vagy fehér higroszkópos kristályokat alkot. Könnyen oldódik vízben, de oldódik még alkoholban, metanolban, acetonban, benzolban, kloroformban, dietil-éterben, szén-diszulfidban. Normál körülmények között stabil vegyület.

## Előállítás
Számos eljárás ismert, de az iparban csak két előállítási módot használnak. A leggyakoribb az ecetsav klórozása, melyhez ecetsav-anhidrid katalizátort alkalmaznak:
CH3CO2H + Cl2 → ClCH2CO2H + HCl
A másik módszer a triklóretén hidrolízise kénsav katalizátor jelenlétében:
CCl2CHCl + 2 H2O → ClCH2CO2H + 2 HCl
Utóbbi eljárással nagy tisztaságú klórecetsavat kapunk, aminek azért nagy a jelentősége, mert a mono-, di- és triklórszármazékokat desztillálással nehéz egymástól elválasztani.

## Kémiai tulajdonságok
A klórecetsav bifunkciós molekula. A klórral ugyanúgy részt vehet reakciókban, mint a karboxilcsoporttal. Brönsted-sav, tehát hidrogént képes leadni, így reagálhat szerves és szervetlen bázisokkal egyaránt. pH<1, 80%-os vizes oldatban (pKa = 2,82) erősebb sav, mint az ecetsav(pKa = 4,75).
Vizes oldatban, folyékony állapotban reagál aktív fémekkel, miközben hidrogén és fémsók keletkeznek. Korrodálja a vas, acél, alumínium felületeket. Mint más savak gyakran katalizál reakciókat, köztük elősegíthet polimerizációs reakciókat is.
Tűzveszélyes, égésével mérgező gázok szabadulnak fel, mint például HCl, CO.
Fontosabb reakciói:
- Reakció alkoholokkal:

{\displaystyle \mathrm {ClCH_{2}CO_{2}H+ROH\ {\xrightarrow {sav}}\ ClCH_{2}CO_{2}R+H_{2}O} }
- Glicin előállítása:

{\displaystyle \mathrm {ClCH_{2}CO_{2}H+NH_{3}\ \rightarrow \ NH_{2}CH_{2}CO_{2}H+HCl} }
- Reakció aminokkal:

{\displaystyle \mathrm {ClCH_{2}CO_{2}H+RNH_{2}\ {\xrightarrow {\text{melegítés}}}\ ClCH_{2}CONHR+H_{2}O} }
- Reakció propénnel:

{\displaystyle \mathrm {ClCH_{2}CO_{2}H+CH_{3}CH\!=\!CH_{2}\ {\xrightarrow {BF_{3}\ kataliz{\acute {a}}tor}}\ ClCH_{2}CO_{2}CH(CH_{3})_{2}} }
- Reakció kálium-hidrogénszulfiddal:

{\displaystyle \mathrm {ClCH_{2}CO_{2}H+KHS\ {\xrightarrow {\text{melegítés}}}\ HSCH_{2}CO_{2}H} }
- Reakció bázissal:

{\displaystyle \mathrm {ClCH_{2}CO_{2}H+NaOH\ \rightarrow \ ClCH_{2}CO_{2}Na+H_{2}O} }

## Felhasználás
A világ klórecetsav szükségletének a felét Kína állítja elő és évente 6%-kal nő a termelés. Az előállított klórecetsav 62%-ából glicint gyártanak. Nyugat-Európában a termelt mennyiség 21%-át dolgozzák fel és legnagyobb mennyiségben karboximetil-cellulózt (CMC) gyártanak a klórecetsavból. A CMC felhasználható tisztítószerek, élelmiszerek, textiláruk, bevonatok, kozmetikumok gyártásában.
A gyógyszeripar felhasználja ibuprofen, koffein, vitaminok (pl. B-vitamin), glicin, epinefrin stb. gyártásában. Készítenek belőle rovarirtó, gyomirtó szereket, mint pl. 2,4-diklór-fenoxi-ecetsav (2,4-D sav), dimetoát, klór-acetil-klorid (CAC), triklór-acetil-klorid (TCAC), 2,4,5-T-(2,4,5-triklór-ecetsav), 2-metil-4-klór-fenoxi-ecetsav (MCPA), N-(foszfono-metil)-glicin (glifozát).

## Fordítás
Ez a szócikk részben vagy egészben  a   Chloroacetic acid című angol Wikipédia-szócikk fordításán alapul.  Az eredeti cikk szerkesztőit annak laptörténete sorolja fel. Ez a jelzés csupán a megfogalmazás eredetét és a szerzői jogokat jelzi, nem szolgál a cikkben szereplő információk forrásmegjelöléseként.

## Külső hivatkozások
1. http://echa.europa.eu/documents/10162/6d713ee7-7f4e-480d-8eb7-36e1ca435a54
2. http://www.kat-chem.hu/en/prod-bulletins/monoklorecetsav
3. http://www.inchem.org/documents/pims/chemical/pim352.htm
4. http://www.fishersci.com/ecomm/servlet/msdsproxy?productName=A176500&productDescription=CHLOROACETIC+ACID+CERTIF+500G&catNo=A176-500+%3Cimg+src%3D%22%2Fglyphs%2Fgsa_glyph.gif%22+width%3D%2230%22+height%3D%2213%22+alt%3D%22Available+on+GSA%2FVA+Contract+for+Federal+Government+customers+only.%22+title%3D%22Available+on+GSA%2FVA+Contract+for+Federal+Government+customers.%22++border%3D%220%22%3E%26%23160%3B&vendorId=VN00033897&storeId=10652 Archiválva 2014. január 17-i dátummal a Wayback Machine-ben
5. http://www.denak.co.jp/english/first_aid/product/mca-1.html
6. http://www.ihs.com/products/chemical/planning/ceh/monochloroacetic.aspx
7. http://www.chemicalbook.com/ChemicalProductProperty_EN_CB2854397.htm
8. http://www.orgsyn.org/demo.aspx?prep=cv1p0298
9. Stefan Reimann, Konrad Grob, and Hartmut Frank, Chloroacetic Acids in Rainwater, Environ. Sci. Technol., 30 (7), (1996), pp 2340–2344
10. Feng Qu, Shifen Mou, Determination of Monochloroacetic Acid and Dichloroacetic Acid for Quality Control of Acetic Acid Chlorination Industry by Ion Chromatography, Microchemical Journal, 63 (1999) 317
11. B.P. Van Eijck, A.A.J. Maagdenberg, J. Wanrooy The microwave spectrum of monochloroacetic acid, 22 (1974) 61
12. Mark R. Berardi, Robert Snyder, Richard S. Waritz, Keith R. Cooper, Monochloroacetic acid toxicity in the mouse associated with blood-brain barrier damage, 9 (1987) 469
13. Furka Árpád, Szerves kémia, Tankönyvkiadó, Budapest, 1988